# Ángel Corella
Ángel Corella López (8 de novembre 1975) ha estat un ballarí espanyol, principal de l'American Ballet Theatre, a Nova York, l'únic espanyol que ha aconseguit aquest càrrec a la història. Ha estat alhora ballarí convidat a les principals companyies de dansa mundials: Royal Ballet, Kirov Ballet (actual Mariïnski), New York City Ballet, La Scala i l'Australian Ballet, entre moltes altres. Des de la temporada 2014/2015, és director artístic del Philadelphia Ballet, anteriorment nomenat com a Pennsylvania Ballet.
Considerat un dels ballarins més destacats de la seva generació, va rebre nombrosos premis, com ara el Prix Benois de la Danse i el premi nacional d'Espanya. També se li atribueix l'inici d'una nova era per al ballet masculí als Estats Units, gràcies a la seva aparició al documental del 2002 Born to be Wild i a la reeixida sèrie de televisió Kings of the Dance. El New York Times va dir que Corella va donar "una nova imatge a la dansa clàssica, especialment al repertori del segle XIX". i el va descriure com "un ballarí capaç de convertir l'actuació en sensació"; mentre que Los Angeles Times el va considerar com una "força de la natura"
Després d'actuar als Kennedy Center Honors per tercera vegada, el 2014 va ser nomenat membre oficial del seu comitè artístic. És el ballarí més destacat de l'American Ballet Theatre en enregistraments en DVD i la seva aparició com el príncep Siegfried a la presentació de la PBS d'El llac dels cignes va guanyar un premi Emmy.
Corella és l'únic ballarí amb una estàtua al Museu de Cera de Madrid, té un institut i un museu de dansa que porten el seu nom. També ha estat jurat a la versió espanyola del popular programa de televisió Mira Quien Baila.
El 22 de juliol de 2014, el Philadelphia Ballet va anunciar que Corella havia estat nomenat el seu director artístic.

## Trajectòria

### Començaments
Criat a Colmenar Viejo Madrid, va començar la seva formació en dansa clàssica amb Karemia Moreno, i posteriorment va continuar els seus estudis amb Víctor Ullate. El maig del 1991 ja va guanyar el Primer Premi en el Concurs de Ballet Nacional d'Espanya a València. El desembre de 1994, rep el Gran Premi i la Medalla d'Or del Concurs Internacional de Dansa de París. La ballarina russa Natalia Makarova va veure el jove Corella en competició, va contactar amb el director artístic de l'American Ballet Theatre recomanant-lo per una audició per a la companyia. En una entrevista a Dance Magazine el descriuria com "excepcionalment increïble... és un àngel que ens ha estat enviat".

### American Ballet

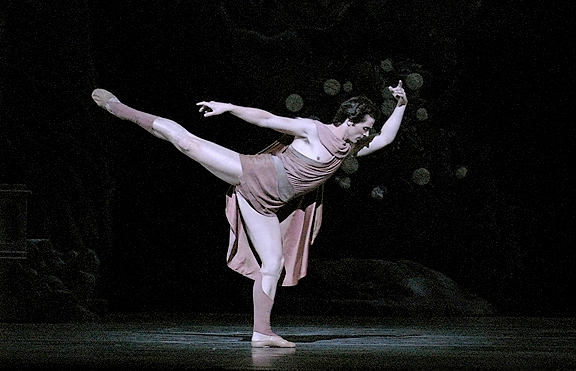
Angel Corella en la representació com Aminta del ballet Sylvia, de Frederick Ashton el 2005. Photo de Gene Schiavone.

L'abril de 1995 s'incorpora a l'American Ballet com a solista, i obté la categoria de ballarí Principal només un any més tard. Els seus rols amb la companyia americana inclouen tots els ballets clàssics i nombroses peces contemporànies, a més d'altres creades per a ell pels coreògrafs més importants de la dansa moderna. Corella va tenir una carrera espectacular a la companyia americana que li va permetre afrontar papers com:
- Solista principal:
  - Repertori clàssic: Príncep Siegfried a El llac dels cignes; Des Grieux a Manon; Romeo a Romeu i Julieta; Albrecht a Giselle; Colas a La Fille Mal Gardée; Conrad a Le Corsaire; The Prince a La Ventafocs; Solor a La Bayadère; James a La Sylphide; Franz a Coppélia; Cassio a Othello; The Bluebird Pas de deux a La Bella Dorment; El Princep a El Trencanous; Petruchio a La feréstega domada; The Blue Boy a Les Patineurs; The Rose a Le Spectre de la Rose; Billy a Billy the Kid; Petruixka a Petruixka; Misgir a Snegúrotxka; i Oberon a The Dream, entre d'altres.
  - Repertori contemporani: Symphony in C, Other Dances, Push Comes to Shove, The Sleeping Beauty Act II, Within You Without You: A Tribute to George Harrison, Variations on America, Tchaikovsky Pas de Deux, Theme and Variations, The Brahms-Haydn Variations, Bruch Violin Concerto, Drink To Me Only With Thine Eyes, Ballet Imperial, Sinfonietta, Gong, Who Cares?, Variations For Four, The Leaves Are Fading, Mozartiana, Without Words, A Brahms Symphony, Stepping Stones, Americans We, and Spring and Fall, Concerto no. 1 for Piano & Orchestra, Sinatra Suite, In the Upper Room, i Allegro Brillante, entre d'altres..
- Ballets creats per Corella per coreògrafs contemporanis: For 4 per Christopher Wheeldon,[12] Non Troppo per Mark Morris,[13] The Pied Piper per David Parsons,[14] HereAfter per Natalie Weir i Stanton Welch,[15] Meadow per Lar Lubovitch, Baroque Game per Robert Hill,[16] Concerto No. 1 for Piano and Orchestra per Robert Hill, Known by Heart per Twyla Tharp,[16] Getting Closer per John Neumeier,[17] Sin and Tonic per James Kudelka,[18] i Clear i We Got it Good pel coreògraf Stanton Welch.[19]
- Ballets en produccions d'Òpera :' Dance of the Hours amb La Giocondad'Amilcare Ponchielli coreografiat per George Iancu a Barcelona 2005, així com la nova Dance of the Hours de Ponchielli La Gioconda for the Metropolitan Opera de Nova York, 2006, amb coreografia de Christopher Wheeldon.

En el seu comiat de l'American Ballet el 2012, Corella va actuar davant d'un públic amb entrades exhaurides a la Metropolitan Opera House on  va rebre una ovació dempeus de més de vint minuts. El New Yorker va commemorar l'ocasió caricaturitzant l'artista, on va escriure: "Durant molt de temps, vam pensar en Angel Corella, una estrella molt adorada del teatre American Ballet, simplement com un rei de la dansa. Ara el coneixem com un fill del país".

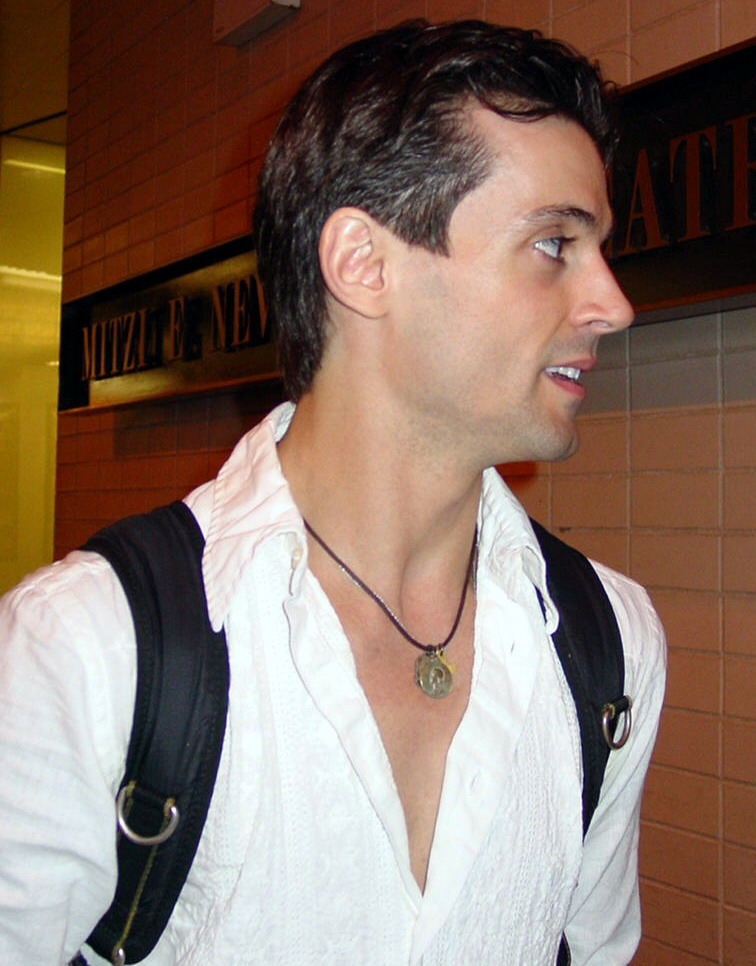
Angel Corella entre bastidors de la Metropolitan Opera House el 2007 - Fotografia d'Hermine Weiss.

### Etapa a Castella i Lleó
L'Abril de 2008, Corella fundava la primera companyia de ballet clàssic a Espanya en mes de 20 anys. La companyia, nomenada Corella Ballet, va tenir la seva inauguració a La Granja (Segovia) l'11 de juliol del 2008 portant a terme el programa de Clark Tippet Bruch Violin Concerto, Stanton Welch amb Clear i In the Upper Room de Twyla Tharp. El seu primer ballet complet representant va ser La Baiadera amb Natalia Makarova, el 4 Setembre de 2008 al Teatro Real de Madrid
El 2010 el Corella Ballet dva ampliar el seu repertori,  guanyat un gran nombre de seguidors tant a Espanya i a tot el món. La seva gira incloia teatres com el Teatro Real de Madrid i el Liceu de Barcelona, New York City Center el març de 2010, així com al Los Angeles Music Center, o a Santa Bàrbara, Califòrnia. També va fer gires per ciutats com Nova Orleans, Seattle, Charleston, el Festival de Spoleto i el Fira Internacional del Llibre de Guadalajara, Mèxic, el novembre de 2010.
Cap a finals del 2011, per problemes pressupostaris, la Junta de Castella i Lleó reduí el pressupost assignat a la companyia Corella Ballet. Per aquest motiu la Consejeria de Cultura y Turismo i la Fundació Ángel Corella no prorrogaren el conveni que mantenien des del 2008.

### Etapa a Catalunya
El 2011 Angel Corella aconseguí el suport de la Diputació de Barcelona i de l'Ajuntament i el 2012 canvia el nom a  Barcelona Ballet i s'instal·la en aquesta ciutat.Amb la intenció de dedicar-se a aquest nou projecte, anuncia la seva retirada de l'American Ballet Theatre.
El Ballet de Barcelona va tornar al New York City Center l'abril de 2012 amb una estrena mundial de "Palpito" dels coreògrafs espanyols Rojas y Rodriguez, a més de visitar Purchase, Nova York, Detroit i Houston.
Per al 2014 estava previst obrir, a Figueres, una escola de dansa que nodriria de ballarins el Barcelona Ballet i que comptava amb el suport del batlle de la ciutat Santi Vila. S'esperava que part del projecte serà finançat per la Generalitat i de la Diputació de Girona, i també de l'Estat espanyol, però la falta d'entesa amb el conseller Ferran Mascarell i ia nova alcaldessa de la Figueres Marta Felip van fer descarrilar el projecte. El 2014 acceptava la direcció artística del Philadelphia Ballet.

## Reconeixements
El 1991 obtenia el primer premi del Concurso Nacional de Ballet de España. Tres anys més tard guanyaria la medalla d'or del Concours International de Danse de Paris - Grand Prix el Desembre de 1994.
L'any 2000 fou guardonat amb el Premi Benois de la Danse (considerat l'Oscar del ballet) pel seu treball en Other Dances de Jerome Robbins. Aconseguí un premi Emmy per la seva interpretació en El Llac dels cignes juntament amb Gillian Murphy.
El 4 de novembre del 2002 el Govern espanyol li concedí el Premi Nacional de Danza. El 2005 obté el Premio Protagonista, Luis del Olmo, 2005 i el 2007 el Dancer of the Year per la revista Dance Europe Magazine, a banda del Men's Health award.
El 2008 fou guardonat amb el Premi Leonide Massine, la Medalla Internacional de les Arts de la Comunitat de Madrid i amb l'Estrella de la Cultura de la ciutat de Salamanca.
El 2009 el comitè de la Fundació Premi Galileo 2000 format per Jack Lang, Irene Papas, Irina Strozzi, Marco Giorgetti i Alfonso de Virgilis concedeix a Ángel Corella el Premi Galileo 2000 pel seu "talent excepcional". El 2011 la Fundació Angel Corella rep el premi Premi Sport Cultura Barcelona 2010.

## Fundació
El 2001 creà la Fundació que porta el seu nom amb el propòsit de fomentar l'art de la dansa clàssica, facilitant els mitjans a ballarins que, per circumstàncies socials, econòmiques o d'altra índole, no poden completar la seva formació. Després de set anys de feina, un dels grans projectes de la Fundació, el Corella Ballet, va veure la llum i començà l'activitat l'1 d'abril del 2008, a la localitat segoviana de la Granja.

## Enregistraments
Els enregistraments en les obres en que ha participat Angel Corella són els segúents
- Don Quixote Pas de Deux amb Paloma Herrera (American Ballet Theatre) on a mixed bill DVD titled American Ballet Theatre Now - Variety and Virtuosity (Image Entertainment 1996).[40]
- Born To Be Wild - The Leading Men of American Ballet Theatre  amb Vladimir Malakhov, Jose Manuel Carreño, i Ethan Stiefel.(documental biogràfic) -  (Universal Music Group, 1999).[41]
- Romeo and Juliet amb Alessandra Ferri (La Scala Ballet - 2000).[42][43][44]
- Le Corsaire amb Julie Kent i Ethan Stiefel (American Ballet Theatre - 1998 VHS, 2001 DVD)[45]
- Swan Lake amb Gillian Murphy (American Ballet Theatre - 2005).[46]
- La Gioconda amb Pavel Kudinov i Letizia Giulani com a ballarins (Liceu Opera House (2005).[47]

Al llarg de la seva trajectòria va poder ballat per a personalitats internacionals com la reina Sofía, la reina Isabel II, i princesa Margarida d'Anglaterra, Bill Clinton, George Bush i davant la primera dama nord-americana Michelle Obama.